# Bukit Megajah
Bukit Megajah is een bestuurslaag in het regentschap Aceh Barat van de provincie Atjeh, Indonesië. Bukit Megajah telt 176 inwoners (volkstelling 2010).